# Hans Stadtmüller

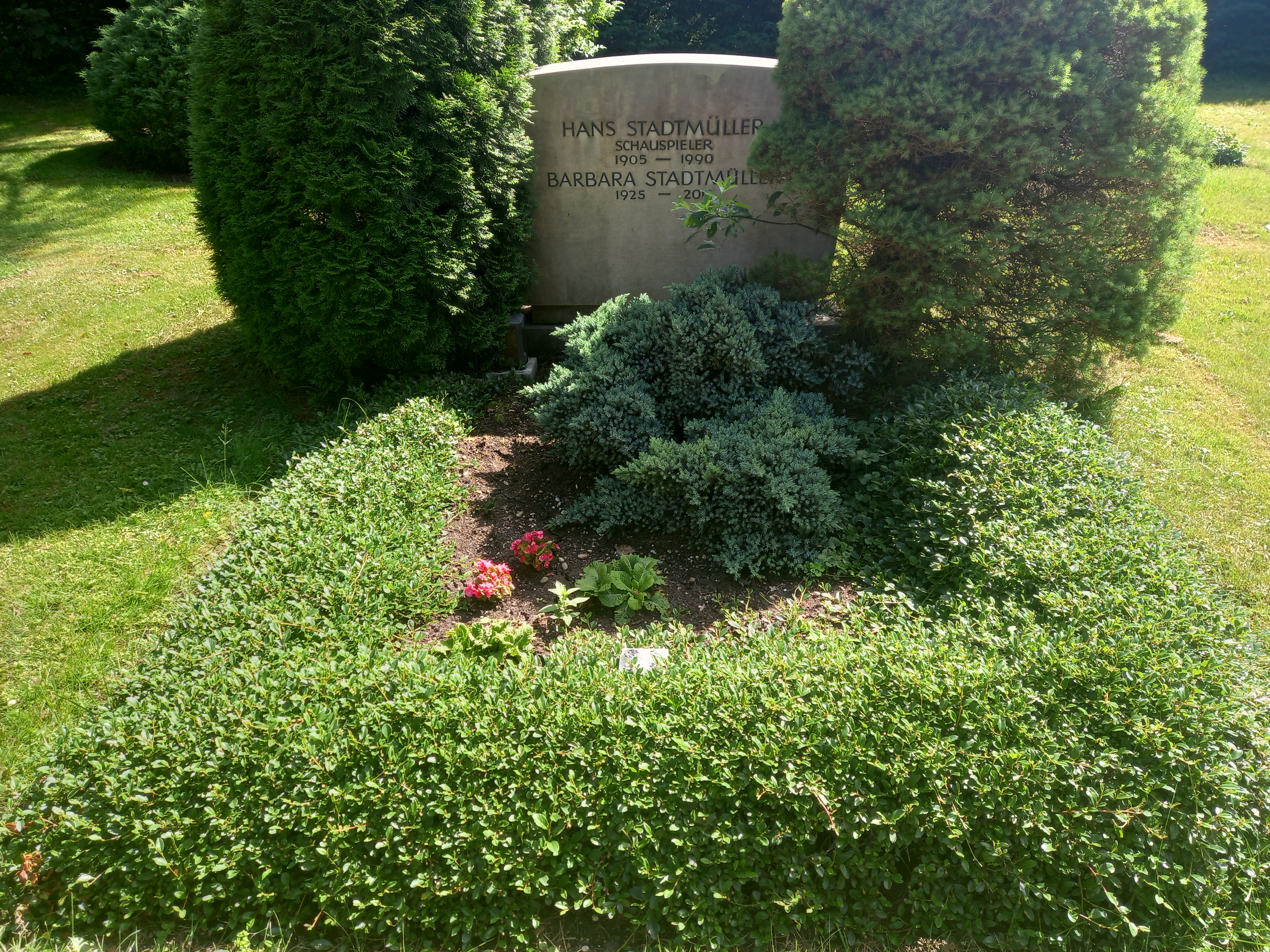
Das Grab von Hans Stadtmüller und seiner Ehefrau Barbara auf dem Neuen Südfriedhof in München

Hans Stadtmüller (* 23. Januar 1905 in München; † 16. Oktober 1990 ebenda) war ein deutscher Schauspieler, der in erster Linie durch seine Rollen als bayerischer Volksschauspieler bekannt wurde.

## Wirken
Ab den 1950er-Jahren war Stadtmüller in zahlreichen Heimatfilmen zu sehen, später wurde er Ensemble-Mitglied des erfolgreichen Komödienstadels im Bayerischen Rundfunk, wo er an der Seite von Stars wie Gustl Bayrhammer, Max Grießer und Erni Singerl auftrat. Er spielte in vielen bekannten Fernsehserien, darunter Münchner Geschichten, Königlich Bayerisches Amtsgericht, Löwengrube und Meister Eder und sein Pumuckl (schon in der Radiohörspielserie hatte er mehrere Rollen gesprochen, sowohl Stammtischfreunde als auch Kunden Eders).

## Filmografie (Auswahl)
- 1940: Links der Isar – rechts der Spree
- 1949: Schicksal am Berg
- 1951: Czardas der Herzen
- 1952: Mönche, Mädchen und Panduren
- 1955: Der Major und die Stiere
- 1955: Der Ochse von Kulm
- 1956: Die fröhliche Wallfahrt
- 1956: Johannisnacht
- 1957: Die Prinzessin von St. Wolfgang
- 1957: Heiraten verboten
- 1958: Die Bernauerin
- 1959: Der Schäfer vom Trutzberg
- 1961: Jack Mortimer (Fernsehfilm)
- 1961: Der jüngste Tag
- 1962: Einen Jux will er sich machen
- 1962: Das schwarz-weiß-rote Himmelbett
- 1962: Der Wittiber
- 1962: Hütet eure Töchter!
- 1962: Zwei Bayern in Bonn
- 1963: Das Kriminalmuseum – Nur ein Schuh
- 1963: Als ich noch der Waldbauernbub war...
- 1963–1965: Die fünfte Kolonne – Mehrere Folgen
- 1964: Erzähl mir nichts
- 1964: Die schwedische Jungfrau
- 1965: Die Pfingstorgel
- 1965: Ein Tag – Bericht aus einem deutschen Konzentrationslager 1939
- 1965: Die seltsamen Methoden des Franz Josef Wanninger – Die Hexe von Ödach
- 1966: Das Bohrloch oder Bayern ist nicht Texas
- 1967: Das Kriminalmuseum – Die rote Maske
- 1967: Kurzer Prozeß
- 1968: Madame Legros
- 1969: Pudelnackt in Oberbayern
- 1969: Ende eines Leichtgewichts
- 1969: Der Bettenstudent oder: Was mach’ ich mit den Mädchen?
- 1970: Die Jungfrauen von Bumshausen
- 1971: Augenzeugen müssen blind sein
- 1972: Adele Spitzeder
- 1972:  Der Komödienstadl: Mattheis bricht’s Eis
- 1972: Deutsche Novelle
- 1972: Das feuerrote Spielmobil – Märchenbox: „Doktor Allwissend“
- 1974: Derrick – Stiftungsfest
- 1975: Bitte keine Polizei – Wie Hund und Katze (TV-Serie)
- 1976: Derrick – Der Mann aus Portofino
- 1977: Der Komödienstadl – Die Widerspenstigen
- 1977: Die Jugendstreiche des Knaben Karl
- 1979: Blauer Himmel, den ich nur ahne
- 1979: Der Ruepp
- 1980: Herr Kischott
- 1981: Fernsehspiel: Tipfehler
- 1983: Kehraus
- 1983: Der Glockenkrieg (TV)
- 1983: Waldheimat (2.05)
- 1984: Der letzte Stammtisch (Kurzfilm); Regie: Rainer Erler
- 1985: Derrick – Ein unheimlicher Abgang
- 1985: Stinkwut
- 1987: Das Hintertürl zum Paradies
- 1990: Das schreckliche Mädchen

## Fernsehserien
- Die fünfte Kolonne
- Komödienstadel
- Der Nachtkurier meldet
- Graf Yoster gibt sich die Ehre
- Der Kommissar
- 1965: Die seltsamen Methoden des Franz Josef Wanninger; mit Beppo Brem, Fritz Straßner und Maxl Graf
- 1969–1971: Königlich Bayerisches Amtsgericht; mit Hans Baur und Georg Blädel
- 1972–1977: Tatort
  - 1972: Münchner Kindl
  - 1977: Schüsse in der Schonzeit
- 1974–1975: Münchner Geschichten; mit Günther Maria Halmer und Therese Giehse
- 1976: Zwickelbach & Co.; mit Karl Lieffen und Ludwig Schmid-Wildy
- 1977–1986: Polizeiinspektion 1; mit Walter Sedlmayr, Max Grießer und Elmar Wepper
- 1979: Der Millionenbauer; mit Walter Sedlmayr und Veronika Fitz
- 1979: Fast wia im richtigen Leben; mit Gerhard Polt und Gisela Schneeberger
- 1980 Das Feuerrote Spielmobil                Folge - Felix , wie schaust den du aus!o
- 1980: Der ganz normale Wahnsinn; mit Towje Kleiner, Monika Schwarz und Helmut Fischer
- 1984: Franz Xaver Brunnmayr (11 Folgen)
- 1988–1989 – Meister Eder und sein Pumuckl; mit Gustl Bayrhammer (2.02,2.07,2.17,2.20,2.26. 5 Folgen)
- 1989: Josef Filser; mit Gerd Anthoff
- 1990: Heidi und Erni; mit Heidi Kabel und Erni Singerl
- 1991: "Löwengrube"; 2 Folgen (2.09, 2.11) als Seppi
- Derrick
- Der Alte